# Palestijns voetbalelftal (mannen)
Het Palestijns voetbalelftal is een team van voetballers dat Palestina vertegenwoordigt bij internationale wedstrijden zoals de kwalificatiewedstrijden voor het Wereldkampioenschap voetbal en de Asian Cup.
Vanwege politieke restricties door Israël is dit team beperkt in zijn mogelijkheden voor training en uitwisseling. Palestijnse sporters klagen over aanvallen op Palestijnse sportaccommodaties, het gevangen nemen van toonaangevende atleten
en de beperkte bewegingsvrijheid die Palestijnse sporters hebben.

## Geschiedenis
In het Mandaatgebied Palestina was in 1928 de Palestine Football Association (PFA) (deze moet niet verward worden met de latere Palestijnse voetbalbond) opgericht, die in 1934 en 1938 aan de WK-kwalificatie deelnam. Plaatsing werd niet afgedwongen, in 1934 was Egypte en in 1938 was Griekenland te sterk. In 1931 werd de 'Arab Palestine Sports Federation' opgericht, die tot eind jaren '30 functioneerde en in 1944 weer werd her-opgericht.
Het Arabische voetbalteam van mandaatgebied Palestina kende een legende: Jabra Az-Zarqa. Na de Arabisch-Israëlische Oorlog van 1948 verliet hij het land en ging naar Syrië. In de jaren vijftig, na de stichting van de staat Israël, weken veel Palestijnse voetballers naar Jordanië uit. Tussen 1948 en 1997 hadden de Palestijnen alleen nog een onofficieel nationaal elftal dat alleen maar vriendschappelijke wedstrijden mocht spelen.
De huidige Palestijnse voetbalbond (PFA) werd in 1962 opgericht, maar werd pas in 1998 door de FIFA als lid erkend. In de eerste jaren speelde het Palestijns voetbalelftal zijn meeste thuiswedstrijden in Qatar, terwijl er in Egypte werd getraind. In 2001 sloot de bond zich aan bij de 'West Asian Football Federation' (WAFF).
In 2008 erkende de FIFA Palestina officieel ook als land. Op 26 oktober 2008 werd voor het eerst een (vriendschappelijke) interlandwedstrijd gespeeld in het nieuwe Faisal Al-Husseini International Stadium (met een toeschouwerscapaciteit van 10.000) in Ar-Ram (bij Ramallah) op de Westelijke Jordaanoever; tegenstander was Jordanië, de wedstrijd eindigde in een 1–1 gelijkspel.
De eerste officiële WK-kwalificatiewedstrijd in dit stadion was op 8 maart 2011 tegen Thailand. Deze wedstrijd liep bijna in het honderd, omdat acht spelers geen toestemming van de Israëlische politie kregen om naar Ramallah te reizen. Uiteindelijk ging de wedstrijd in het Faisal al-Husseini-stadion toch door.
Door in 2014 de AFC Challenge Cup te winnen kwalificeerde Palestina zich voor de eerste keer voor het Aziatisch kampioenschap voetbal. In de finale werd met 1-0 van de Filipijnen gewonnen. Alle drie de wedstrijden van het Aziatisch kampioenschap werden verloren, de doelcijfers waren een voor en elf tegen. Voor de kwalificatie van het WK van 2018 eindigde Palestina achter Saoedi-Arabië en de Verenigde Arabische Emiraten. Er was veel commotie rond de thuiswedstrijd tegen Saoedi-Arabië, de Saoedi's weigerden in Ramallah te spelen, omdat zij dan door het niet door Saoedi-Arabië erkende Israël zouden moeten reizen. Na enig geharrewar werd de wedstrijd uiteindelijk in Amman in Jordanië gespeeld.

### Vrouwen-voetbalelftal
In 2001 werd de 'Palestine Women's National Football League' opgericht en lid van de 'West Asian Football Federation'.
Op 10 februari 2011 werd in het Feisal al-Husseini Stadion de openingswedstrijd gespeeld georganiseerd door de FIFA en de Palestijnse en Jordaanse voetbalbonden.
In april 2014 won het team met 4-0 van Bahrein

## Problemen in verband met de bezetting door Israël
Tussen 1948 en 1997 had Palestina alleen nog een onofficieel nationaal elftal en mocht alleen maar vriendschappelijke wedstrijden spelen. Sinds de bezetting van de Westelijke Jordaanoever en de Gazastrook door Israël in 1967 ondervond de Palestijnse voetbalfederatie (PFA) veel problemen bij de training en bij de deelname aan internationale wedstrijden. Vanwege restricties door Israël en problemen omtrent het verkrijgen van in- en/of uitreisvisa aan Palestijnse spelers werd het individuele spelers en/of het gehele team vaak onmogelijk gemaakt zich te kwalificeren. Ook supporters konden de wedstrijden daardoor vaak niet bijwonen.
In 2012 schreef de voorzitter van de PFA, Jibrill Rajoub, een brief aan de UEFA om Israël in 2013 te weren bij een toernooi aangezien drie Palestijnse spelers zonder tenlastelegging in Israëlische detentie waren genomen. Een van hen was de bekende Palestijnse voetballer Mahmoud Al-Sarsak uit Rafah die in 2009 gearresteerd werd toen hij de Gazastrook verliet op weg naar een team op de Westelijke Jordaanoever.
In 2015 verzocht PFA-voorzitter Rajoub de FIFA om een stemming voor schorsing van Israël vanwege discriminatie jegens Palestijnse voetballers, beperking van hun bewegingsvrijheid door geconfisqueerd land door Israëlische nederzettingen en de locatie van vijf Israëlische clubs daarbinnen waardoor Palestijnse kinderen nauwelijks nog mogelijkheden hebben om te voetballen. De Palestijnen beschuldigden de nederzettingen-clubs ervan dat ze de eigen FIFA-regels overtreden door een lid-voetbalbond te weerhouden competities te houden op het land van een ander lid zonder hun toestemming. De Israëlische voetbalbond (IFA) bracht daar tegenin dat zij niet verantwoordelijk gesteld konden worden voor door de staat gehanteerde restricties. 
Na een bezoek van Sepp Blatter aan premier Benjamin Netanyahu en premier Mahmoed Abbas moest Rajoub zijn verzoek itrekken "but it does not mean that I give up the resistance.".
Human Rights Watch riep in oktober 2016 de FIFA op om de wedstrijden in de Israëlische nederzettingen op illegaal van Palestijnen ingepikt land niet te sponsoren en zijn verantwoordelijkheid te nemen ten aanzien van  mensenrechten
Een twaalftal Palestijnse jongens in voetbaltenue en met voetballen, en omringd door journalisten, marcheerde naar de Joodse nederzetting Ma'ale Adumim ten oosten van Oost-Jeruzalem om daar te voetballen. Ze werden door Israëlische veiligheidstroepen tegengehouden.
Premier Benjamin Netanyahu drong er in mei 2017 bij de president van de FIFA op aan een Palestijnse motie hierover van FIFA'; s agenda op een aankomend congres te verwijderen.
In april 2019 sloot de Israëlisch politie een voetbaltoernooi in Oost-Jeruzalem en beweerde dat het banden had met de Palestijnse Autoriteit, wat stellig werd ontkend. Dat gebeurde nog een keer op 20 augustus. Zonder bewijs ervoor oordeelde een Israëlische rechtbank dat het gesponsord was door de PFA en dat de intentie van het toernooi was om Israëls soevereiniteit in Oost-Jeruzalem te ondermijnen.
In juli 2019 werd het Gaza-voetbalteam Khadamat Rafah door Israël verhinderd de finale voor de Palestijnse Cup te spelen tegen zijn rivaal Balata FC op de Westelijke Jordaanoever. Israël weigerde om reisvergunningen voor het Gazaanse team te verstrekken.

## Deelname aan internationale toernooien

### Wereldkampioenschap
| Wereldkampioenschap voetbal overzicht | Wereldkampioenschap voetbal overzicht | Wereldkampioenschap voetbal overzicht | Wereldkampioenschap voetbal overzicht | Wereldkampioenschap voetbal overzicht | Wereldkampioenschap voetbal overzicht | Wereldkampioenschap voetbal overzicht | Wereldkampioenschap voetbal overzicht | Wereldkampioenschap voetbal overzicht |
| Jaar                                  | Ronde                                 | Wed.                                  | W                                     | G                                     | V                                     | DV                                    | DT                                    |                                       |
| ------------------------------------- | ------------------------------------- | ------------------------------------- | ------------------------------------- | ------------------------------------- | ------------------------------------- | ------------------------------------- | ------------------------------------- | ------------------------------------- |
| 1930–1998                             | Geen FIFA-lid                         | Geen FIFA-lid                         | Geen FIFA-lid                         | Geen FIFA-lid                         | Geen FIFA-lid                         | Geen FIFA-lid                         | Geen FIFA-lid                         | Geen FIFA-lid                         |
| 2002                                  | Niet gekwalificeerd                   | Niet gekwalificeerd                   | Niet gekwalificeerd                   | Niet gekwalificeerd                   | Niet gekwalificeerd                   | Niet gekwalificeerd                   | Niet gekwalificeerd                   |                                       |
| 2006                                  | Niet gekwalificeerd                   | Niet gekwalificeerd                   | Niet gekwalificeerd                   | Niet gekwalificeerd                   | Niet gekwalificeerd                   | Niet gekwalificeerd                   | Niet gekwalificeerd                   |                                       |
| 2010                                  | Niet gekwalificeerd                   | Niet gekwalificeerd                   | Niet gekwalificeerd                   | Niet gekwalificeerd                   | Niet gekwalificeerd                   | Niet gekwalificeerd                   | Niet gekwalificeerd                   |                                       |
| 2014                                  | Niet gekwalificeerd                   | Niet gekwalificeerd                   | Niet gekwalificeerd                   | Niet gekwalificeerd                   | Niet gekwalificeerd                   | Niet gekwalificeerd                   | Niet gekwalificeerd                   |                                       |
| 2018                                  | Niet gekwalificeerd                   | Niet gekwalificeerd                   | Niet gekwalificeerd                   | Niet gekwalificeerd                   | Niet gekwalificeerd                   | Niet gekwalificeerd                   | Niet gekwalificeerd                   |                                       |
| 2022                                  | Niet gekwalificeerd                   | Niet gekwalificeerd                   | Niet gekwalificeerd                   | Niet gekwalificeerd                   | Niet gekwalificeerd                   | Niet gekwalificeerd                   | Niet gekwalificeerd                   |                                       |
| 2026                                  | Niet gekwalificeerd                   | Niet gekwalificeerd                   | Niet gekwalificeerd                   | Niet gekwalificeerd                   | Niet gekwalificeerd                   | Niet gekwalificeerd                   | Niet gekwalificeerd                   | Niet gekwalificeerd                   |

### Azië Cup
| Aziatisch kampioenschap voetbal overzicht | Aziatisch kampioenschap voetbal overzicht | Aziatisch kampioenschap voetbal overzicht | Aziatisch kampioenschap voetbal overzicht | Aziatisch kampioenschap voetbal overzicht | Aziatisch kampioenschap voetbal overzicht | Aziatisch kampioenschap voetbal overzicht | Aziatisch kampioenschap voetbal overzicht | Aziatisch kampioenschap voetbal overzicht |
| Jaar                                      | Ronde                                     | Wed.                                      | W                                         | G                                         | V                                         | DV                                        | DT                                        | Kwal                                      |
| ----------------------------------------- | ----------------------------------------- | ----------------------------------------- | ----------------------------------------- | ----------------------------------------- | ----------------------------------------- | ----------------------------------------- | ----------------------------------------- | ----------------------------------------- |
| 2000                                      | Niet gekwalificeerd                       | Niet gekwalificeerd                       | Niet gekwalificeerd                       | Niet gekwalificeerd                       | Niet gekwalificeerd                       | Niet gekwalificeerd                       | Niet gekwalificeerd                       | Niet gekwalificeerd                       |
| 2004                                      | Niet gekwalificeerd                       | Niet gekwalificeerd                       | Niet gekwalificeerd                       | Niet gekwalificeerd                       | Niet gekwalificeerd                       | Niet gekwalificeerd                       | Niet gekwalificeerd                       | Niet gekwalificeerd                       |
| 2007                                      | Niet gekwalificeerd                       | Niet gekwalificeerd                       | Niet gekwalificeerd                       | Niet gekwalificeerd                       | Niet gekwalificeerd                       | Niet gekwalificeerd                       | Niet gekwalificeerd                       | Niet gekwalificeerd                       |
| 2011                                      | Niet gekwalificeerd                       | Niet gekwalificeerd                       | Niet gekwalificeerd                       | Niet gekwalificeerd                       | Niet gekwalificeerd                       | Niet gekwalificeerd                       | Niet gekwalificeerd                       | Niet gekwalificeerd                       |
| 2015                                      | Groepsfase                                | 3                                         | 0                                         | 0                                         | 3                                         | 1                                         | 11                                        | (Kwal.)                                   |
| 2019                                      | Groepsfase                                | 3                                         | 0                                         | 2                                         | 1                                         | 0                                         | 3                                         | (Kwal.)                                   |
| 2023                                      | Achtste finale                            | 4                                         | 1                                         | 1                                         | 2                                         | 6                                         | 7                                         | (Kwal.)                                   |

| West-Aziatisch kampioenschap voetbal overzicht | West-Aziatisch kampioenschap voetbal overzicht | West-Aziatisch kampioenschap voetbal overzicht | West-Aziatisch kampioenschap voetbal overzicht | West-Aziatisch kampioenschap voetbal overzicht | West-Aziatisch kampioenschap voetbal overzicht | West-Aziatisch kampioenschap voetbal overzicht | West-Aziatisch kampioenschap voetbal overzicht | West-Aziatisch kampioenschap voetbal overzicht |
| Jaar                                           | Ronde                                          | Wed.                                           | W                                              | G                                              | V                                              | DV                                             | DT                                             |                                                |
| ---------------------------------------------- | ---------------------------------------------- | ---------------------------------------------- | ---------------------------------------------- | ---------------------------------------------- | ---------------------------------------------- | ---------------------------------------------- | ---------------------------------------------- | ---------------------------------------------- |
| 2000                                           | Groepsfase                                     | 3                                              | 0                                              | 1                                              | 2                                              | 3                                              | 5                                              |                                                |
| 2002                                           | Groepsfase                                     | 2                                              | 0                                              | 0                                              | 2                                              | 1                                              | 4                                              |                                                |
| 2004                                           | Groepsfase                                     | 2                                              | 0                                              | 1                                              | 1                                              | 2                                              | 3                                              |                                                |
| 2007                                           | Groepsfase                                     | 2                                              | 0                                              | 0                                              | 2                                              | 0                                              | 3                                              |                                                |
| 2008                                           | Groepsfase                                     | 2                                              | 0                                              | 0                                              | 2                                              | 0                                              | 4                                              |                                                |
| 2010                                           | Groepsfase                                     | 2                                              | 0                                              | 0                                              | 2                                              | 1                                              | 6                                              |                                                |
| 2012                                           | Groepsfase                                     | 3                                              | 1                                              | 0                                              | 2                                              | 3                                              | 4                                              |                                                |
| 2014                                           | Groepsfase                                     | 2                                              | 0                                              | 1                                              | 1                                              | 0                                              | 1                                              |                                                |
| 2019                                           | Groepsfase                                     | 4                                              | 2                                              | 1                                              | 1                                              | 6                                              | 5                                              |                                                |

| AFC Challenge Cup overzicht | AFC Challenge Cup overzicht | AFC Challenge Cup overzicht | AFC Challenge Cup overzicht | AFC Challenge Cup overzicht | AFC Challenge Cup overzicht | AFC Challenge Cup overzicht | AFC Challenge Cup overzicht | AFC Challenge Cup overzicht |
| Jaar                        | Ronde                       | Wed.                        | W                           | G                           | V                           | DV                          | DT                          | Kwal                        |
| --------------------------- | --------------------------- | --------------------------- | --------------------------- | --------------------------- | --------------------------- | --------------------------- | --------------------------- | --------------------------- |
| 2006                        | Kwartfinale                 | 4                           | 2                           | 1                           | 1                           | 16                          | 2                           |                             |
| 2008                        | Teruggetrokken              | Teruggetrokken              | Teruggetrokken              | Teruggetrokken              | Teruggetrokken              | Teruggetrokken              | Teruggetrokken              | Teruggetrokken              |
| 2010                        | Niet gekwalificeerd         | Niet gekwalificeerd         | Niet gekwalificeerd         | Niet gekwalificeerd         | Niet gekwalificeerd         | Niet gekwalificeerd         | Niet gekwalificeerd         | Niet gekwalificeerd         |
| 2012                        | Vierde                      | 5                           | 2                           | 1                           | 2                           | 7                           | 6                           | (Kwal.)                     |
| 2014                        | Kampioen                    | 5                           | 4                           | 1                           | 0                           | 6                           | 0                           | (Kwal.)                     |

| Arab Nations Cup overzicht | Arab Nations Cup overzicht | Arab Nations Cup overzicht | Arab Nations Cup overzicht | Arab Nations Cup overzicht | Arab Nations Cup overzicht | Arab Nations Cup overzicht | Arab Nations Cup overzicht | Arab Nations Cup overzicht |
| Jaar                       | Ronde                      | Wed.                       | W                          | G                          | V                          | DV                         | DT                         |                            |
| -------------------------- | -------------------------- | -------------------------- | -------------------------- | -------------------------- | -------------------------- | -------------------------- | -------------------------- | -------------------------- |
| 1966                       | Groepsfase                 | 3                          | 1                          | 1                          | 1                          | 8                          | 3                          |                            |
| 1985                       | Geen deelname              | Geen deelname              | Geen deelname              | Geen deelname              | Geen deelname              | Geen deelname              | Geen deelname              |                            |
| 1988                       | Niet gekwalificeerd        | Niet gekwalificeerd        | Niet gekwalificeerd        | Niet gekwalificeerd        | Niet gekwalificeerd        | Niet gekwalificeerd        | Niet gekwalificeerd        |                            |
| 1992                       | Groepsfase                 | 2                          | 0                          | 1                          | 1                          | 1                          | 2                          |                            |
| 1998                       | Geen deelname              | Geen deelname              | Geen deelname              | Geen deelname              | Geen deelname              | Geen deelname              | Geen deelname              |                            |
| 2002                       | Groepsfase                 | 4                          | 0                          | 3                          | 1                          | 7                          | 9                          |                            |
| 2012                       | Groepsfase                 | 2                          | 0                          | 1                          | 1                          | 2                          | 4                          |                            |
| FIFA Arab Cup overzicht    |                            |                            |                            |                            |                            |                            |                            |                            |
| 2021                       | Groepsfase                 | 3                          | 0                          | 1                          | 2                          | 2                          | 10                         |                            |

| Palestina Cup | Palestina Cup | Palestina Cup | Palestina Cup | Palestina Cup | Palestina Cup | Palestina Cup | Palestina Cup | Palestina Cup |
| Jaar          | Ronde         | Wed.          | W             | G             | V             | DV            | DT            |               |
| ------------- | ------------- | ------------- | ------------- | ------------- | ------------- | ------------- | ------------- | ------------- |
| 1972          | Groepsfase    | 4             | 1             | 0             | 3             | 9             | 9             |               |
| 1973          | Groepsfase    | 4             | 1             | 1             | 2             | ?             | ?             |               |
| 1975          | Groepsfase    | 2             | 0             | 1             | 1             | 0             | 1             |               |

## FIFA-wereldranglijst[16]
| 1998 | 1999 | 2000 | 2001 | 2002 | 2003 | 2004 | 2005 | 2006 | 2007 | 2008 | 2009 | 2010 | 2011 | 2012 | 2013 | 2014 | 2015 | 2016 | 2017 | 2018 |
| ---- | ---- | ---- | ---- | ---- | ---- | ---- | ---- | ---- | ---- | ---- | ---- | ---- | ---- | ---- | ---- | ---- | ---- | ---- | ---- | ---- |
| 184  | 170  | 171  | 145  | 151  | 139  | 126  | 137  | 128  | 165  | 179  | 173  | 177  | 158  | 152  | 137  | 113  | 134  | 131  | 80   | 99   |

PFF · 
Bondscoaches · 
A-internationals · 
Palestijns vrouwenelftal
1953 – 1959 ·
1960 – 1969 ·
1970 – 1979 ·
1980 – 1989 ·
1990 – 1999 ·
2000 – 2009 ·
2010 – 2019 ·
2020 − 2029
Afghanistan ·
Australië ·
Azerbeidzjan ·
Bahrein ·
Bangladesh ·
Bhutan ·
Burundi ·
Cambodja ·
Chili · 
China ·
Comoren ·
Egypte ·
Filipijnen ·
Griekenland ·
Guam ·
Hongkong ·
India ·
Indonesië ·
Irak ·
Iran ·
Japan ·
Jemen ·
Jordanië ·
Kazachstan ·
Kirgizië ·
Koeweit ·
Libanon ·
Libië ·
Malediven ·
Maleisië ·
Marokko ·
Mauritanië ·
Mongolië ·
Myanmar ·
Nepal ·
Noord-Korea ·
Oezbekistan ·
Oman ·
Oost-Timor ·
Pakistan ·
Qatar ·
Saoedi-Arabië ·
Seychellen ·
Singapore ·
Soedan ·
Sri Lanka ·
Syrië ·
Tadzjikistan ·
Taiwan ·
Tanzania ·
Thailand · 
Turkmenistan ·
Verenigde Arabische Emiraten ·
Vietnam ·
Zuid-Korea